# Bush (musikgrupp)
Bush är ett brittiskt grungeband som bildades 1991 i London. Deras skivdebut var albumet Sixteen Stone, som de själva gav ut utan skivbolag. Den gavs senare ut på nytt under första halvan av 1994 med bonus-EP. Låtar från EP:n spelades av collegeradio i USA, vilket ledde Bush till en succé i USA.
Bandet splittrades 2002, men återförenades 2010 med en uppdaterad uppsättning av bandet. Efter återföreningen släpptes albumet The Sea of Memories.

## Bandmedlemmar

### Nuvarande medlemmar
- Gavin Rossdale – sång, kompgitarr (1992–2002, 2010–)
- Robin Goodridge – trummor (1992–2002, 2010–)
- Chris Traynor – gitarr, bakgrundssång (2002, 2010–)
- Corey Britz – elbas, bakgrundssång (2010–)

### Tidigare medlemmar
- David Parsons – elbas, bakgrundssång (1992–2002)
- Nigel Pulsford – gitarr, bakgrundssång (1992–2002)
- Spencer Cobrin – trummor (1992)
- Amir – trummor (1992)
- Sacha Gervasi – trummor (1992)

### Turnémedlemmar
- Sacha Putnam – keyboard (1999–2002)
- Sibyl Buck – elbas, trummor (2012-05)

## Diskografi
Studioalbum
- 1994 – Sixteen Stone
- 1996 – Razorblade Suitcase
- 1999 – The Science of Things
- 2001 – The Golden State
- 2011 – The Sea of Memories
- 2014 – Man on the Run
- 2017 – Black and White Rainbows

Livealbum
- 2005 – Zen X Four
- 2013 – Live!/The Sea of Memories

Samlingsalbum
- 1997 – Deconstructed
- 2005 – The Best of: 1994-1999

Singlar (topp 100 på UK Singles Chart)
- "Everything Zen" (1994) (#99)
- "Machinehead" (1996) (#48)
- "Swallowed" (1996) (#7)
- "Greedy Fly" (1997) (#22)
- "Bonedriven" (1997) (#49)
- "The Chemicals Between Us" (1999) (#46)
- "Warm Machine" (2000) (#45)
- "Letting the Cables Sleep" (2000) (#51)
- "The People That We Love" (2001) (#81)